# Palm Shores
Palm Shores est une ville de Floride, située dans le comté de Brevard. Lors du recensement de 2010, sa population s’élevait à 900 habitants.

## Géographie
La ville est située sur la côte de l'espace, devant l'historique US Highway 1 et la ligne de chemin de fer 'the East Coast Railwayet', et devant le lagon appelé "The Inda River", et situé à deux kilomètres au nord de Melbourne (Floride).

## Climat
| Mois                              | jan. | fév. | mars | avril | mai   | juin  | jui.  | août  | sep.  | oct.  | nov. | déc. | année   |
| --------------------------------- | ---- | ---- | ---- | ----- | ----- | ----- | ----- | ----- | ----- | ----- | ---- | ---- | ------- |
| Température minimale moyenne (°C) | 10   | 11   | 13   | 16    | 19    | 22    | 22    | 23    | 22    | 19    | 16   | 12   | 17,1    |
| Température maximale moyenne (°C) | 22   | 23   | 25   | 27    | 29    | 32    | 33    | 32    | 31    | 28    | 26   | 23   | 27,6    |
| Précipitations (mm)               | 63   | 63,2 | 74,2 | 52,8  | 100,1 | 148,1 | 136,7 | 146,8 | 182,9 | 120,9 | 79,2 | 58,7 | 1 226,6 |

| Diagramme climatique                                  |          |          |          |           |           |           |           |           |           |          |          |
| J                                                     | F        | M        | A        | M         | J         | J         | A         | S         | O         | N        | D        |
| 221063                                                | 231163,2 | 251374,2 | 271652,8 | 2919100,1 | 3222148,1 | 3322136,7 | 3223146,8 | 3122182,9 | 2819120,9 | 261679,2 | 231258,7 |
| Moyennes : • Temp. maxi et mini °C • Précipitation mm |          |          |          |           |           |           |           |           |           |          |          |

## Démographie
| Groupe            | Palm Shores | Floride | États-Unis |
| ----------------- | ----------- | ------- | ---------- |
| Blancs            | 84,4        | 75,0    | 72,4       |
| Afro-Américains   | 6,8         | 16,0    | 12,6       |
| Métis             | 4,7         | 2,5     | 2,9        |
| Asiatiques        | 2,8         | 2,4     | 4,8        |
| Autres            | 1,3         | 4,1     | 7,3        |
| Total             | 100         | 100     | 100        |
|                   |             |         |            |
| Latino-Américains | 7,2         | 22,5    | 17,37      |

Selon l'American Community Survey, pour la période 2011-2015, 93,93 % de la population âgée de plus de 5 ans déclare parler l'anglais à la maison, 2,37 % déclare parler l’arabe, 2,28 % l'espagnol, 1,04 % l'allemand et 0,38 % une autre langue.
| 1970 | 1980 | 1990 | 2000 | 2010 | - |
| ---- | ---- | ---- | ---- | ---- | - |
| 202  | 77   | 210  | 794  | 900  | - |